# Planet
Planet (lat. planetae, prema grč. πλανήτης: koji luta)  je nebesko tijelo koje obilazi oko zvijezde (u našem Sunčevom sustavu to je Sunce) i koje se kreće eliptičnom putanjom oko zvijezde, dovoljno veliko da ga oblikuje vlastita gravitacija, svijetli odraženom Sunčevom svjetlošću i može imati vlastite prirodne satelite. Za razliku od zvijezda, planeti nemaju vlastiti izvor energije, to jest u njihovoj unutrašnjosti ne dolazi do nuklearne fuzije. Budući da postoji mnoštvo tijela koja kruže oko zvijezde, planetima smatramo samo one značajnijih masa, koji kruže približno u ravnini ekliptike. Također oko planeta mogu kružiti manja tijela koja nazivamo mjesecima, pratiocima ili prirodnim satelitima. Fizički se planeti razlikuju od zvijezda masom barem 100 puta manjom od Sunčeve, pa u svojem središtu ne mogu imati termonuklearni izvor energije zbog premalena gravitacijskoga tlaka.
Do početka 1990-ih bilo je poznato 9 planeta, svi u Sunčevom sustavu. Danas se u Sunčevom sustavu broji 8 planeta, dok je Pluton svrstan u kategoriju patuljastih planeta, poput Cerere, Erisa, Haumea i drugih. To su, razvrstani redom srednjih udaljenosti od Sunca: Merkur, Venera, Zemlja, Mars, Jupiter, Saturn, Uran i Neptun. Prva su četiri unutrašnji ili terestrički planeti, odijeljeni od ostalih, jovijanskih, glavnim asteroidnim pojasom. Planetne se staze nalaze gotovo u jednoj ravnini i, osim Merkurove, malo se razlikuju od kružnice. Svi se planeti oko Sunca gibaju istim smjerom (protivno satnoj kazaljci ako se promatraju od Sjevernoga prema Južnom Zemljinu polu). Vrtnja većine planeta oko svoje osi istoga je smjera, no Venera se okreće suprotno, a Uranova os vrtnje leži gotovo u ravnini njegove staze. Golim okom jasno se vide Merkur, Venera, Mars, Jupiter, Saturn, koje su poznavali stari narodi; Uran se slabo vidi u optimalnim uvjetima, a Neptun nikako. Posljednja dva planeta otkrivena su u novom vijeku. Planeti su najprije, zajedno s Mjesecom i Suncem, bili smatrani Zemljinim pratiocima  (geocentrični sustav), a od zvijezda ih se razlikovalo po tome što stalno mijenjaju mjesta.
U novije vrijeme razvijene su metode pronalaženja planeta oko drugih zvijezda u bliskom galaktičkom susjedstvu, na udaljenostima od nekoliko svjetlosnih godina. Do danas je potvrđeno postojanje preko 3760 ekstrasolarnih planeta. 
Smatra se da planeti nastaju iz protoplanetarnog diska, u procesu formiranja zvjezdanog sustava (kozmogonija). Plin i prašina koji kruže oko protozvijezde zgušnjavaju se u rotirajući disk u kojem se stvaraju nakupine čestica. Ove nakupine povećavaju masu pod utjecajem gravitacije, sudaraju se i stvaraju veća tijela - planete.
Naziv planet dolazi od grčke riječi planetes, što znači "lutalice". Naziv je nastao u vrijeme kada su stari narodi opažali da neka tijela mijenjaju svoj položaj na nebeskom svodu.

## Planeti u Sunčevom sustavu
Osim Zemlje, svi planeti u Sunčevom sustavu dobili su imena po bogovima iz rimske mitologije. Uran je dobio ime po grčkom bogu.
Planeti našeg Sunčevog sustava su (redom po udaljenosti od Sunca):
1. Merkur
2. Venera
3. Zemlja
4. Mars
5. Jupiter
6. Saturn
7. Uran
8. Neptun

### Klasifikacija planeta
Planeti u Sunčevom sustavu podijeljeni su, prema kemijskom sastavu, u dvije osnovne kategorije.
- terestrički ili kameni: planeti slični Zemlji, sastavljeni uglavnom od stijena: Merkur, Venera, Zemlja, Mars,

- jovijanski: sastavljeni najvećim dijelom od plina: Jupiter, Saturn i leda: Uran, Neptun.

### Svojstva planeta
| Planet  | Najveći promjer [ km ] | Period revolucije [ dana ] | Srednja udaljenost od Sunca [milijuna km ] | Temperatura na površini [ °C ] | Sateliti       |
| Merkur  | 4920                   | 87,9                       | 56,9                                       | -170 do 430                    | -              |
| Venera  | 12 100                 | 224,7                      | 108,2                                      | 480                            | -              |
| Zemlja  | 12 756                 | 365,26                     | 149,6                                      | 15                             | Mjesec         |
| Mars    | 6 800                  | 686                        | 227,9                                      | -140 do 20                     | Fobos i Deimos |
| Jupiter | 142 700                | 4 333                      | 778,3                                      | -120 do -160                   | 79 satelita    |
| Saturn  | 120 800                | 10 759                     | 1, 428                                     | -130 do -190                   | 82 satelita    |
| Uran    | 52 900                 | 30 685                     | 2,872                                      | -210                           | 27 satelita    |
| Neptun  | 44 600                 | 60 189                     | 4,498                                      | -110 do -220                   | 14 satelita    |

S obzirom na položaj Zemlje u Sunčevu sustavu, planeti se dijele na donje (bliži Suncu) i gornje (dalji nego što je Zemlja) te se nalaze u različitim odnosima prema Suncu (aspekt). Donji planeti prividno titraju oko Sunca, udaljujući se do položaja pod kutom od najviše 28° (Merkur) i 47° (Venera), te se mogu pojaviti ili ujutro prije Sunčeva izlaska (zapadna elongacija) ili uvečer prije njegova zalaska (istočna elongacija). Budući da se ravnine u kojima se planeti gibaju oko Sunca ne podudaraju sa Zemljinom, planeti neće svaki put prijeći iza Sunca (okultacija) ili ispred njega (tranzit); te se pojave ponavljaju u višegodišnjim razmacima. Gornji planeti obilaze oko Sunca manjom kutnom brzinom nego Zemlja, pa se nakon konjunkcije prividno gibaju prema zapadu (tada se vide ujutro) sve dok ne stignu u opoziciju, kada nastavljaju kao večernja nebeska tijela. U odnosu na zvijezde, gibaju se od zapada prema istoku u složenoj putanji koja, kada su u području opozicije, pokazuje petlje, a tada se djelomice gibaju prema zapadu. Položaji planeta na nebeskoj sferi računaju se vrlo točno, a objavljuju kao efemeride.
Po fizičkim svojstvima razlikuju se planeti Zemljine i Jupiterove skupine. Merkur, Venera, Zemlja i Mars (terestrički planeti) imaju čvrstu površinu i tanku atmosferu, osim Merkura koji je bez prave atmosfere, odnosno ima egzosferu. Građeni su od stijenja koje sadrži željezo, silicij, kisik, magnezij, aluminij i drugo. Razmjerno su velike prosječne gustoće (3,9 do 5,5 g/cm³). Vanjski planeti (jovijanski planeti), divovski su i izgrađeni pretežno od plinova: vodika i helija pa su male prosječne gustoće (0,7 do 1,7 g/cm³). U unutrašnjosti svih planeta tvari su na vrlo visokom tlaku i temperaturi zbog zarobljene primordijalne topline: u terestričkim planetima su tekućine, a u jovijanskim superkritični fluidi. Površinska temperatura planeta ovisi o udaljenosti od Sunca i o prisutnosti, odnosno o sastavu atmosfere. Najvišu temperaturu imaju površine Merkura (430 °C) i Venere (460 °C). Fizičko stanje planeta i njihovih satelita danas se istražuje uz pomoć svemirskih letjelica.

## Planeti

### Merkur
Merkur je planet najbliži Suncu; sivo tijelo prepuno kratera, vrlo izdužene staze, kojoj numerički ekscentricitet iznosi 0,206, pa pokazuje relativistički zakret perihela. Maksimalna kutna udaljenost (elongacija) od Sunca iznosi 28°. Nema prirodnog satelita. U prosjeku je od Sunca udaljen 0,387 astronomskih jedinica (AJ) ili 57,91 milijuna kilometara, a približava se na 0,31 AJ (46 001 200 km) ili udaljuje na 0,47 AJ (69 816 900 km). Oko Sunca obiđe za zvjezdanu godinu (sideričku godinu) jednaku 88 dana. Promjer mu je 4 879,4 km, masa 0,055 Zemljine mase, srednja gustoća 5 430 kg/m³. Os vrtnje okomita je na stazu. Okreće se vrlo sporo i njegov siderički dan traje 58,65 dana, što iznosi 2/3 sideričke godine, dok mu sinodički (Sunčev) dan traje 176 dana. Posljedica njegovog svojstvenog gibanja je dvostruk izlazak Sunca ili dvostruko podne gledano s većine njegove površine. 

### Venera
Venera je drugi planet po udaljenosti od Sunca, bijele površine atmosfere s gotovo nikakvim obilježjima, bez satelita, nešto manji od Zemlje (promjer 12 104 kilometara). Na nebu je najsjajniji planet i pokazuje Venerine mijene. Od Sunca se najviše udalji 47° pa se vidi ili uvečer kao Večernja zvijezda ili ujutro kao Jutarnja zvijezda, odnosno Danica. Os vrtnje gotovo je okomita na ravninu staze. Okreće se retrogradno (smjer dnevnoga prividnog gibanja Sunca suprotan je onomu na Zemlji) i najsporije od svih planeta; siderički period vrtnje (siderički period) traje 243,0 dana i dulji je od godine, koja traje 224,7 dana, dok Sunčev dan na Veneri traje 116,7 dana, što je sumjerljivo s njezinom sinodičkom godinom (zvjezdana godina) od 583,9 dana. Veneru je posjetilo 26 letjelica: Venera 1, Mariner 2, Zond 1, Venera 2-8, Mariner 10, Venera 9, Venera 10, Pioneer Venus 1, 2, Venera 11-16, Vega 1, 2, Galileo i Magellan.

### Zemlja
Zemlja je treći planet po redoslijedu udaljenosti od Sunca i najveći među unutarnjim planetima. Izgledom je plavkasto-bijela, blještava kugla. Prosječno je od Sunca udaljen 149,6 milijuna kilometara, što se uzima kao astronomska jedinica (AJ). Zemljina putanja nije jako izdužena, numerički ekscentricitet Zemljine staze iznosi 0,016 79, zbog čega se Zemlja Suncu približi za 2,5 milijuna kilometara (perihel, oko 4. siječnja) ili udalji za jednako toliko (afel, oko 4. srpnja). Ekscentricitet se u 100 000 godina mijenja za iznos od približno 0,003 2 do 0,005 7. S vremenom se mijenja i položaj Zemljine staze u ravnini gibanja, pa godišnji progradni zakret perihela (pomicanje u smjeru ophoda oko Sunca), potaknut utjecajem planeta i relativističkim učinkom, iznosi 11,63".

### Mars
Mars je planet upola manji od Zemlje, smećkasto-narančaste boje s tamnijim regijama i bijelim oblacima. Promjer mu je oko 6 800 km. Dan je gotovo iste duljine, ali za obilazak oko Sunca mu treba 686 dana. Od Sunca je udaljen 227 939 100 km, a prosječna temperatura na površini je -50 °C. Mars ima dva prirodna satelita, Fobos i Deimos, dva asteroida koja su se previše približila Marsu te ih je on zarobio svojom gravitacijom. Oba su nepravilna oblika. Vallis Marineris je neobičan kanjon koji se proteže skoro nešto više od polovice Marsa. Na Marsu su radili roveri Spirit i Opportunity koji su svoju misiju završili, a radili više od 1,5 godinu.

### Jupiter
Jupiter je planet s najvećim promjerom i najvećom masom u Sunčevu sustavu, elipsoidnog oblika, blagih narančasto-smeđih boja i slabijih kontrasta atmosferskih obilježja zbog fotokemijskog smoga. Peti je po udaljenosti od Sunca (prosječna udaljenost mu je 778 milijuna kilometara); jednom obiđe Sunce za 11,862 godina. Masa mu je 318,4 puta veća od Zemljine, a gustoća mu je samo oko 1/4 gustoće Zemlje. Velik dio mase tvore vodik i helij, koje zbog velike mase i gravitacije Jupiter nije izgubio od početaka Sunčevog sustava prije oko 4,57 milijarde godina, kao što se zbilo s terestričkim planetima. Sondiranja planeta i ispitivanje spektra zvijezda okultiranih Jupiterom dala su podatke o njegovom sastavu. Jupiter ima razmjerno malu, fluidnu silikatnu jezgru bez oštro ograničenog kemijskog sastava, okruženu dvama slojevima fluidnog vodika: donji sloj, pod većim tlakom, ima metalna svojstva, to jest vodikovi su elektroni u slabo vezanom ili u slobodnom stanju; gornji je sloj superkritično fluidan vodik u molekularnom stanju (H2). Iznad se nalazi se atmosfera vodika i helija debljine oko 1000 km (1/70 polumjera planeta). Planet nema ni tekuću ni čvrstu površinu. U atmosferi su utvrđene i male količine metana, amonijaka, sumporovodika, amonijevog hidrogensulfida i smrznute vode. Fotokemijski procesi i boje koje se vide na Jupiteru ukazuju na postojanje različitih organskih spojeva i složenih anorganskih polimera.

### Saturn
Saturn je šesti planet u Sunčevu sustavu. Izgledom je vrlo spljošten elipsoid bež-žućkaste boje sa slabim kontrastima atmosferskog pruganja. Prsten je sjajniji i vrlo slabo smeđe boje, gotovo siv. Planet je od Sunca udaljen 9,54 AJ odnosno 1 429 400 000 km, promjera 120 536 km (na ekvatoru) i masu 5,68 × 1026 kg. Saturn je po volumenu i masi drugi planet nakon Jupitera. Uz Jupiter, Uran i Neptun pripada skupini plinovitih divova, planeta vanjskog dijela Sunčevog sustava. Saturn je planet najmanje gustoće i s najvećim prstenom. Obiđe Sunce za 29,5 godina na srednjoj udaljenosti 1,426 · 109 km. Tijelo mu je znatno spljošteno (ekvatorski promjer 120 536 km, polarni promjer 108 728 km), tako da je najspljošteniji od planeta. Masa mu je 95 puta veća od Zemljine. Jedini je planet kojem je prosječna gustoća manja od gustoće vode (690 kg/m3). Kao ni drugi jovijanski planeti, ni Saturn nema tekuću ili čvrstu površinu, a sastavom i strukturom unutrašnjosti je vrlo sličan Jupiteru. Najpoznatije obilježje Saturna su planetarni prsteni koji ga okružuju u 7 pojaseva, označenih slovima A do G. Saturn su istraživale letjelice Pioneer 11 (1979.), Voyager 1 (1980.), Voyager 2 (1981.), a umjetnim satelitom postala je svemirska letjelica Cassini-Huygens, u srpnju 2004. 

### Uran
Uran je sedmi po redu planet od Sunca, gotovo nezamjetno spljošten elipsoid nebeskoplave boje sa sezonski vrlo blago svjetlijim polovima. Planet je na srednjoj udaljenosti od Sunca od 19,23 astronomskih jedinica. To je prvi planet koji je bio otkriven teleskopom (William Herschel, 1781.). Ime je dobio po Uranu, bogu neba i ocu Titana u grčkoj mitologiji. Od Zemlje je veći oko 4 puta, a masivniji oko 14,5 puta. Zbog brze vrtnje je blago spljošten. Suprotno uvriježenom urbanom mitu nastalom iz krivo sintetiziranih prvih fotografija Voyagera 2, Uran nije ni zelen ni cijan boje, nego svijetlo plave boje koju uzrokuje kombinacija tragova metana i Rayleighovog raspršenja svjetlosti. Antički narodi nisu znali za Uran jer je na rubu vidljivosti golog oka čak i u najpovoljnijim uvjetima noćnog neba. Tijekom opozicije sjaj mu dostigne prividnu magnitudu +5,8. Sa Zemlje se u najboljem slučaju vidi kao pločica kutnog promjera 4".Tijelo mu je splošteno, ekvatorski mu je promjer 51 118 km, oko četiri puta veći od Zemljina, a polarni 49 946 km. Masa mu je 14,5 puta veća od Zemljine, gušći je od vode 1,27 puta. Ekvator mu je otklonjen od ravnine staze za 97,8°, te mu je os vrtnje gotovo polegnuta u ravnini staze. Jedina letjelica koja je posjetila Uran je Voyager 2 (1986.).

### Neptun
Neptun je osmi i od Sunca najudaljeniji planet Sunčevog sustava, gotovo nezamjetno spljošten elipsoid nebeskoplave boje blago zasićenije i tamnije od Uranove, sa svijetlim rastegnutim prugama oblaka i povremeno tamnijim ovalima. Nazvan po rimskom bogu mora, četvrti je najveći planet po promjeru i treći po masi koja je sedamnaest puta veća od Zemljine. Oko Sunca orbitira na prosječnoj udaljenosti od 30,1 AJ. Astronomski simbol mu je ♆, stilizirana inačica trozuba boga Neptuna. Otkriven 23. rujna 1846., Neptun je prvi planet pronađen matematičkim izračunima, a ne empirijskim promatranjima. Nepredvidljive promjene u orbiti Urana uvjerile su francuskog astronoma Alexisa Bouvarda da mu na orbitu utječe gravitacija nepoznatog planeta. Neptun je u konačnici uočio Johann Galle unutar stupnja od lokacije koju je predividio Urbain Le Verrier. Sastav Neptuna sličan je Uranovom sa zajedničkom osobinom da se razlikuju od plinovitih divova Jupitera i Saturna. Neptunova atmosfera, iako slična plinovitim divovima, uz vodik i helij sadrži veće količine "ledova" poput vode, amonijaka i metana. Da bi naglasili njihova glavna svojstva, astronomi Neptun i Uran ponekad nazivaju "ledenim divovima." Unutrašnjost planeta je vrlo vruć superkritični fluid, u dubini električno vodljiv, uglavnom sastavljen od silikata i ledova. Nebesko plava pojava planeta rezultat je kombinacije apsorpcije crvenog svjetla u tragovima atmosferskog metana te Rayleighovog raspršenja Sunčeve svjetlosti, a malo je blago tamnija od Uranove jer atmosfera ima manje fotokemijskog smoga zbog veće udaljenosti od Sunca.

## Kružno gibanje planeta oko Sunca
Polazna točka i prva primjena Newtonova zakona gibanja bilo je gibanje planeta oko Sunca. Nakon otkrića načela ustrajnosti nije više bilo sumnje da je kretanje planeta prouzrokovano nekom silom koja potječe od Sunca. Znanost se približila prirodi te sile, kad je J. Kepler, na osnovu astronomskih opažanja T. Brachea našao zakone gibanja planeta. Svoju spoznaju Kepler je izrazio u 3 osnovna zakona:
- staze planeta su elipse; u jednom žarištu nalazi se Sunce;
- pravocrtna spojnica (radijvektor) planeta sa Suncem opisuje u jednakim vremenskim odsječcima jednake površine;
- omjer između kuba velike poluosi elipse i kvadrata trajanja jedne ophodnje jednak je za sve planete.

Prvi Keplerov zakon određuje stazu planeta, a ostali njihove brzine.
Newton je tražio međusobnu vezu između ubrzanja i sile. On je našao da se iz Keplerovih zakona može u svakoj točki staze izračunati ubrzanje planeta. Ona izvanredno jednostavno zavisi od udaljenosti planeta od Sunca. U svakoj točki staze ubrzanje planeta ima smjer prema Suncu, a njena veličina je razmjerna kvadratu udaljenosti planeta od Sunca. Odatle je Newton zaključio, da su gibanja planeta prouzrokovana privlačnom silom Sunca, koja u daljinu opada kao 1/r2. To je bio temelj njegove teorije gravitacije i mehaničkog sustava uopće. 
Newton je prvi uočio vezu između tako udaljenih pojava, kao što su gibanja planeta oko Sunca i padanje tijela na Zemlju. Svijanje staze planeta prema Suncu i težina tijela učinci su iste prirodne sile, Newtonove gravitacije. 
Osnivač mehanike postavio je jasnu razliku između mase i težine tijela. Ta su dva pojma bila u povijesti znanosti stalno miješana. Po Newtonu masa određuje otpor tijela prema promjeni brzine (tromost), a težina tijela je posljedica privlačnog djelovanja Zemlje. Kad bi isčezla gravitacija, nestalo bi pritiska tijela na podlogu, ali bi ostala uščuvana njegova masa. Morali bismo opet djelovati istim silama da tijela iz mirovanja stavimo u gibanje.  
Iskustvo pokazuje da je težina tijela razmjerna njegovoj masi. To uzima Newton kao osnovnu osobinu gravitacije. Privlačenje između tijela razmjerno je umnošku njihovih masa. Kako sila zavisi od udaljenosti, zaključio je Newton iz gibanja planeta oko Sunca. To je sve što mu je bilo potrebno da izreče zakon privlačenja. Gravitacijsko privlačenje između dva tijela razmjerno je umnošku njihovih masa, a obrnuto razmjerno kvadratu njihove udaljenosti. Označi li se masa jednog tijela s m, masa drugog tijela s M, a udaljenost s r, gravitacija se dade izraziti matematički:
{\displaystyle F=G\cdot {\frac {m\cdot M}{r^{2}}}\ }
G je konstanta proporcionalnosti, takozvana gravitacijska konstanta. Ona je po iznosu jednaka sili kojom se dva kilograma privlače u razmaku od jednog metra. Pokusima se dobilo:
{\displaystyle G=6,67428\times 10^{-11}\ {\mbox{m}}^{3}\ {\mbox{kg}}^{-1}\ {\mbox{s}}^{-2}=6,67428\times 10^{-11}\ {\rm {N}}\,{\rm {(m/kg)^{2}}}}
Gravitacijska konstanta je vrlo mala. Gravitacija je univerzalna sila među svim tijelima. Dok su mase male, privlačne sile su sitne. Tek golema tijela očituju snažna privlačna djelovanja. Takve goleme mase su planeti i zvijezde.
Veliku masu ima i naša Zemlja. Nad njenom površinom zadobivaju sva tijela ubrzanje prema dolje jednaku g = 9,81 m/s2. Sila teža na tijelo mase m jednaka je prema Newtonovom zakonu gibanja m∙g. No s druge strane ta sila mora biti jednaka gravitacijskom privlačenju između Zemlje i tijela. Na tijelo djeluje Zemljina kugla kao da je sva njena masa koncentrirana u središtu:
{\displaystyle m\cdot g=G\cdot {\frac {m\cdot M}{r^{2}}}\ }
Desno i lijevo krati se masa tijela, a preostaju poznate veličine: ubrzanje zemljine sile teže g, gravitacijska konstanta G, polumjer Zemlje r i nepoznata masa Zemlje M. Iz jednadžbe dobivamo za masu Zemlje 5,97∙1024 kg. Kad znamo masu i volumen, možemo proračunati gustoću. Prosječna gustoća Zemlje je 5,52 puta veća od gustoće vode. Budući da je Zemlja na površini samo upola tako gusta, mora biti znatno jače zbijena u svojoj unutrašnjosti.
Točan proračun planetnih gibanja vezan je s višim matematičkim sredstvima. No ta se matematička obrada može znatno pojednostaviti ako se uzme u obzir da su staze planeta vrlo slične kružnicama. Kod Zemlje na primjer udaljenost od Sunca koleba oko prosječne udaljenosti za manje od 0,2%. Približno podudaranje elipsa s kružnicama nije posljedica Newtonova zakona gibanja već je uzrokovano osobitim fizičkim prilikama koje su vladale pri stvaranju našeg planetnog sustava. Prilikom vrtnje planet dobiva stalno ubrzanje prema središtu kružnice. Usprkos tome stalnom ubrzanju tijelu se brzina ne povećava niti se ono približuje središtu. Ubrzanje se jedino očituje u tome, što tijelo skreće smjer svoje brzine prema središtu. Iz brzine i polumjera vrtnje da se izračunati ubrzanje, koju sila neprestano daje tijelu. Promatrajmo brzinu čestice na početku i na kraju sitnog vremenskog raspona. Na početku je čestica u točki P i ima brzinu v. Poslije toga je u točki P’ i ima brzinu v’. U promatranom vremenskom razdoblju smjer brzine čestice promijenio se za kut Δα. Da brzinu okrenemo za toliki kut, moramo joj prema središtu kružnice dati prirast jednak v∙Δα. Tako je veliki luk između strelice v i v’, koje na crtežu predočuju brzine na početku i na kraju vremenskog razdoblja. Proračunati prirast brzine sila je proizvela u promatranom vremenu Δt. Dakle, omjer između prirasta brzine i tog vremena upravo je jednak kružnom ubrzanju:
{\displaystyle a=v\cdot {\Delta \alpha  \over \Delta t}}
Omjer između malog kuta Δα i malog vremena Δt jednak je omjeru između punog kuta kružnice 2∙π i trajanja T jednog cijelog okretaja. No trajanje T jednog okreta jednako je omjeru između opsega kružnice 2∙r∙π i brzine v čestice:
{\displaystyle {\Delta \alpha  \over \Delta t}={2\cdot \pi  \over {2\cdot r\cdot \pi  \over v}}={v \over r}}
dobivamo konačno za ubrzanje kružnog gibanja jednostavan izraz:
{\displaystyle a={v^{2} \over r}}
Ovaj rezultat je vrlo slikovit. Zamislimo da se polumjer povećava. Tada se sve manje mijenja smjer brzine. U granici beskonačnog polumjera čestica se kreće po pravcu, i ubrzanja nema. Ovisnost ubrzanja o kvadratu brzine možemo također lako uvidjeti ako pomislimo da se smjer brzine to brže mijenja što se čestica po kružnici brže giba. 
Masu Sunca označit ćemo s M, a masu planeta s m. Privlačna sila između Sunca i planeta jednaka je G∙m∙M/r2. Zakon gibanja izražava da je umnožak mase i ubrzanja planeta jednak privlačnoj sili. Dakle, gibanje planeta pod djelovanjem gravitacije određeno je jednadžbom:
{\displaystyle m\cdot {v^{2} \over r}=G\cdot {\frac {m\cdot M}{r^{2}}}}
Masa planeta krati se na lijevoj i desnoj strani jednadžbe. Odatle za brzinu planeta proizlazi jednostavna jednadžba:
{\displaystyle v={\sqrt {\frac {G\cdot M}{r}}}}
Izmjerivši brzinu bilo kojeg planeta, možemo iz te jednadžbe izračunati masu Sunca. Zemlja se s brzinom od 30 km/s kreće oko Sunca u udaljenosti od oko 150 milijuna kilometara. Ako tu brzinu i polumjer uvrstimo u gornju jednadžbu, dobivamo da je Sunčeva masa jednaka 2∙1030 kg. Masa Sunca je oko 330 000 puta veća od mase Zemlje. 
Poznavajući masu Sunca, možemo sada izračunati planetne brzine. Najbliži planet Merkur kreće se oko Sunca na udaljenosti od 58 milijuna kilometara. Takvom polumjeru odgovara brzina od 48 km/s. To se potpuno slaže s astronomskim motrenjima. Najveći polumjer ima staza Plutona. On iznosi 5 900 milijuna km. Iz astronomskih opažanja proizlazi za brzinu ovog nebeskog tijela od 5 km/s, što je također u skladu s teoretskom jednadžbom. 
Zakon planetarnih brzina, što je izveden iz jednadžbe gibanja, samo je drugi oblik trećeg Keplerovog zakona. Da se to uvidi, izrazit ćemo brzinu planeta trajanjem jedne ophodnje oko Sunca. U trajanju jedne ophodnje planet s brzinom v prođe opseg kružnice jednak 2∙r∙π. 
Dakle, trajanje ophodnje T jednako je 2∙r∙π/v. Uvrsti li se tu zadnja gornja jednadžba, dobiva se:
{\displaystyle T=2\cdot r\cdot \pi \cdot {\sqrt {\frac {r}{G\cdot M}}}}
Kvadriranjem te jednadžbe izlazi jednostavan odnos:
{\displaystyle {\frac {T^{2}}{r^{3}}}={\frac {4\cdot \pi ^{2}}{G\cdot M}}}
To je poznati Keplerov zakon da je omjer između kvadrata ophodnje i kuba srednje udaljenosti jednak za sve planete. On vrijedi i za eliptične staze planeta ako umjesto polumjera kružnice stavimo veliku poluos elipse. Veličinu tog omjera Kepler je odredio iz astronomskih motrenja. Newton ju je proračunao iz gravitacijske konstante i mase Sunca. Savršeno slaganje motrenja i teorije bio je najveći uspjeh Newtonove mehanike. 
Zakonom gibanja i zakonom gravitacije Newton je udario temelje shvaćanju našeg Sunčevog sustava. Dalji razvoj sastojao se u sve strožem i općenitijem primjenjivanju stečenih načela. Staze planeta samo su u bitnim crtama određene privlačenjem Sunca. Želimo li točno proračunati gibanja planeta, moramo uzeti u obzir da se i planeti među sobom privlače. Zbog svojih razmjerno malih masa nemaju ta privlačenja između planeta tako odlučno značenje kao gravitacijska sila Sunca, ali u dugom nizu desetljeća ti se učinci skupljaju i dovode do znatnih odstupanja od prvobitnih eliptičnih staza planeta.

## Poveznice
- Planeti izvan Sunčevog sustava